# A85 (Frankrijk)
De A85 is een autosnelweg gelegen in Frankrijk in de regio's Pays de la Loire en (voor een klein deel) in Centre-Val de Loire en verbindt de A11 bij Corzé met de A71 bij Vierzon. De totale lengte van het traject is 270 km.

## Aanleg
In 1997 was het eerste deel van het traject tussen het tolpunt Corzé en Bourgueil voltooid. Sinds januari 2007 is ook het stuk tussen Bourgueil en Langeais voltooid, waarmee de weg tussen Angers en Tours vanaf eind 2008 volledig als snelweg te berijden is.